# Kokejane
Kokejane (ook: Kokiane) is een gehucht gelegen op de taalgrens en behoort deels tot Vlaanderen en deels tot Wallonië, respectievelijk de gemeente Pajottegem (gelegen in het Pajottenland) en de gemeente Edingen. In het Frans wordt het gehucht Coquiane genoemd.

## Ligging
Het gehucht ligt langs de voormalige Romeinse heirbaan Asse-Bavay. Een verwijzing naar die vroegere heirbaan vind je nog terug in de plaatselijke straatnaam Romeinse Baan. Die straat vertrekt in het centrum van Kokejane en loopt over de taalgrens, zodat een helft van de straat in Vlaanderen (Herne) ligt en de andere helft in Wallonië (Edingen). De Waalse helft draagt ook een andere naam (Chaussée Brunehault). Een ander deel van de voormalige heirbaan is momenteel de steenweg Asse-Edingen.
Het gehucht heeft zich ontwikkeld langs de steenweg, met enkele hoeves en talrijke afspanningen en herbergen, waaronder De Rode Leeuw (1556), Het Fonteintje (1623), 't Withuis (nu restaurant Marcello's), In De Welkom (nu eet- en praatcafé D'Erfzonde), Café des Sports.

## Naam
De naam Kokejane (oudste vermelding (1310): Kokiane) is een zogenaamde waternaam (verwant met de naam van de Duitse rivier Kocher) en duidt waarschijnlijk op de huidige Rif-Rafbeek. De naam is dus niet afgeleid van het Latijnse coquina en slaat dan ook niet op een Romeinse pleisterplaats langs de heerbaan, zoals soms beweerd wordt. Ook de volksetymologische verklaring over een voormalig hof bewoond door de families De Cocq en De Haan, dat tot de samenstelling Coquiane of Kokejane zou geleid hebben, is niet correct.

## Parochie
Onze-Lieve-Vrouw Kokejane is de naam van de plaatselijke parochie, met de Onze-Lieve-Vrouwekerk als centrum. De eerste kerk werd ingewijd in 1903. De bouw van een nieuwe kerk door architect Marc Dessauvage werd begonnen in 1967. De oude verdween ten slotte in 1969.
In het centrum van Kokejane, aan de rotonde, bevindt zich een Onze-Lieve-Vrouwkapel die reeds vermeld werd in bronnen uit 1475.

## Dorpsleven
Kokejane beschikt over een basisschool, die sinds 1 september 1991 deel uitmaakt van de Rijksbasisschool 'De Markevallei' in Herne.
De jeugdbeweging van Kokejane is Chiro Rif-Raf.
Langs de Steenweg naar Asse ligt een kaatsplein waar de Koninklijke Kleine Handbalspelers Kokejane de kaatssport beoefenen (in de Belgische versie, die verschilt van de Friese variant).
In 2002 verscheen er, ter gelegenheid van het 100-jarige bestaan van de parochie, een cd-single met als titel Kokejoen van Peremans & Roose (duo bestaande uit Eddy Peremans en Kries Roose).

## Nabijgelegen kernen
Edingen, Lettelingen, Herne, Herfelingen